# Campamento con mamá
Campamento con mamá és una pel·lícula de comèdia argentina de 2024 dirigida per Martino Zaidelis. Narra la història d'una mare que intenta millorar el vincle amb el seu fill preadolescent que té planejat mudar-se amb el seu pare després del campament d'estiu al qual assistirà amb la seva mare. És protagonitzada per Natalia Oreiro, Milo Zeus Lis, Pablo Rago, Dalia Gutamann, Sofía Morandi i Sebastián Arzeno. La pel·lícula es va estrenar mundialment el 6 de desembre de 2024 en Netflix.
La pel·lícula va ser anunciada al setembre de 2023 i el seu rodatge va iniciar al gener de 2024 en Buenos Aires sota la producció de 100 Bares.

## Argument
Segueix la història de Patricia i el seu fill preadolescent Ramiro, amb qui porta una complicada convivència. Un dia, Patricia descobreix que Ramiro vol mudar-se a la casa del seu pare després d'assistir al campament de fi de curs, la qual cosa fa que entre en un estat de desesperació per no ser la mare genial que espera el seu fill. El dia del viatge, els conductors del col·lectiu no passen la prova d'alcoholèmia arriscant la possibilitat que els estudiants perdin el viatge cap al campament, no obstant això, Patricia s'ofereix a conduir el bus per a salvar la situació amb en la fi de demostrar-li al seu fill que és una mare divertida i així desisteixi de la seva idea d'anar-se a viure amb el pare.

## Repartiment
- Natalia Oreiro com a Patricia Pomiró
- Milo Zeus Lis com a Ramiro
- Pablo Rago com a Diego
- Dalia Gutmann com a Giselle
- Sofía Morandi com a Carla Pomiró
- Sebastián Arzeno com a Walter
- Paula Baldini com a Francesca
- Mora Starosta com a Luz
- Zoe Kunischi Segovia com a Sofía
- Manuel Kaplan Goldstein com a Bautista
- Jana Juárez com a Ariana
- Manuel Federico Pérez com a Martín
- Ezequiel Sanz com a «Oso»
- Braian Ross com a Genaro

## Recepció

### Comentaris de la crítica
La pel·lícula va rebre crítiques mixtes per part de la premsa. Pablo O. Scholz de Clarín va descriure a la pel·lícula com «una comèdia livianita, familiar, que entreté, però resulta insulsa». Diego Batlle d' Otros cines va assenyalar que «el problema central de Campamento con mamá  és que la narració manca de fluïdesa, els diàlegs no tenen espurna, els personatges mai aconsegueixen un mínim encant i les situacions van del previsible al maldestre».
En una ressenya per Micropsia, Diego Lerer va escriure «el que permet que la pel·lícula no es torni tediosa o repetitiva passa pel carisma d'Oreiro i d'un grup de nois amb sortides i diàlegs que per moments sorprenen i treuen al film de la rutina i la previsibilitat per la qual sembla caminar». Juan Pablo Russo d' Escribiendo cine va destacar que «la mescla d'humor i introspecció permet que la pel·lícula no sols entretingui, sinó que també convidi a l'espectador a reflexionar sobre els seus propis vincles familiars».

### Premis i nominacions
| Premi                  | Data de l'esdeveniment | Categoria                               | Receptor            | Resultat  | Ref.   |
| ---------------------- | ---------------------- | --------------------------------------- | ------------------- | --------- | ------ |
| Premis Còndor de Plata | 20 de febrer de 2025   | Millor cançó original                   | «Si no es con vos»  | Guanyador | [ 10 ] |
| Premis Platino         | 27 d'abril de 2025     | Millor comèdia iberoamericana de ficció | Campamento con mamá | Nominat   | [ 11 ] |